# 포핏 밸브
포핏 밸브(poppet valve) 또는 머시룸 밸브(mushroom valve)는 일반적으로 엔진 안팎으로 휘발유(가스) 또는 증기 흐름의 타이밍과 양을 제어하는 데 사용되는 밸브이지만 다른 많은 응용 분야에서도 사용된다.
일반적으로 단면이 원형 또는 타원형인 구멍 또는 끝이 열린 챔버와 일반적으로 밸브 스템으로 알려진 샤프트 끝에 있는 디스크 모양의 플러그로 구성된다. 이 플러그의 작동 끝인 밸브 면은 일반적으로 45° 베벨로 연마되어 밀봉되는 챔버의 테두리에 접지된 해당 밸브 시트에 대해 밀봉된다. 샤프트는 정렬을 유지하기 위해 밸브 가이드를 통해 이동한다.
밸브 양쪽의 압력 차이로 인해 밸브 성능이 향상되거나 손상될 수 있다. 배기 응용 분야에서는 밸브에 대한 높은 압력이 밸브를 밀봉하는 데 도움이 되고 흡기 응용 분야에서는 낮은 압력이 밸브를 여는 데 도움이 된다.
포핏 밸브는 1833년 뉴캐슬과 프렌치타운 철도(Newcastle and Frenchtown Railroad)의 아메리칸 E.A.G. 영에 의해 발명되었다. 영은 자신의 아이디어에 대해 특허를 받았지만 1836년 특허청 화재로 이에 대한 모든 기록이 파괴되었다.

## 같이 보기
- 리드 밸브
- 안전 밸브